# A zsidók története a történelmi Izrael területén
A zsidók története a történelmi Izrael területén több mint 3000 éves múltra tekint vissza. Az ókori történetükről szóló hagyományos beszámolók a héber Bibliában (Ószövetség) olvashatók. A nép története régészeti adatokkal bizonyítva nagyjából a Kr. e. 9. századig ismert, az ennél korábbi bibliai elbeszélések történelmi megbízhatóságát a történészek megkérdőjelezik, sőt többnyire elvetik.
Az ószövetségi történetek bizonyos részeit régészeti anyagok is alátámasztják, de a modern régészet nagyrészt elvetette a Biblia narratíváját az ősatyák (pártiárkák) és Mózes történetével, a nép Egyiptomból való kivonulásáról és a kánaáni honfoglalásáról szóló bibliai beszámolóját,  a legelső királyok uralkodásának elbeszélésével együtt.
Ez a szócikk a zsidóság történetét tekinti át a történelmi Izrael (azaz későbbi nevén Palesztina) területén.

## Őstörténet
A zsidók őseinek megjelenése Izrael területén a Biblia elbeszélése és a régészeti anyagok alapján a Kr. e. 2. évezred első felére tehető. A bibliai történet szerint Ábrahám ősatya családjával és félnomád törzsek egy csoportjával kijött a mezopotámiai Urból, majd Harránból, és hazát keresett azon a földön, amelyet Isten (JHVH) mutatott neki a következőképp:
„És mondá az Örökkévaló Ábrámnak: Menj el országodból, szülőföldedről és atyád házából azon országba, melyet én neked mutatok. És teszlek téged nagy néppé és megáldalak, s naggyá teszem nevedet; és áldás leszel. Megáldom a téged áldókat és megátkozom a téged átkozókat. Általad nyer áldást a föld minden nemzetsége.”
Ezek a nomád vándorok azonban nem hagytak maguk után vándorlásaikról tárgyi történelmi emléket, mely nem is szokatlan egy vándorló patriarchális kiscsoportnál.
A vallásuk kezdetben egy többistenhívő vallás volt és fokozatosan fejlődött monoteizmussá, amelynek központjában Jahve állt.

## A bibliai Izrael az ókorban
Az ókori Izrael történetéről a szó tulajdonképpeni értelmében csak a Kr. e. 13. századtól lehet beszélni. Az Izrael név először Merneptah egyiptomi fáraó híres sztéléjén jelent meg a Kr. e. 13. század végén.
A régészeti leletek és korabeli írásos emlékek alapján ez időtől Palesztinában egy letelepedett népet találunk, amelyet többek között hébereknek hívtak.
A letelepedett héberek a Biblia alapján tizenkét törzs szövetségének szervezetében éltek, amelyek a következők voltak: 
- Rúben, Simeon, Lévi, Júda, Izsakhár, Dán, Naftáli, Zebulon, Gád, Ásér, József (Manassze és Efraim), Benjámin.

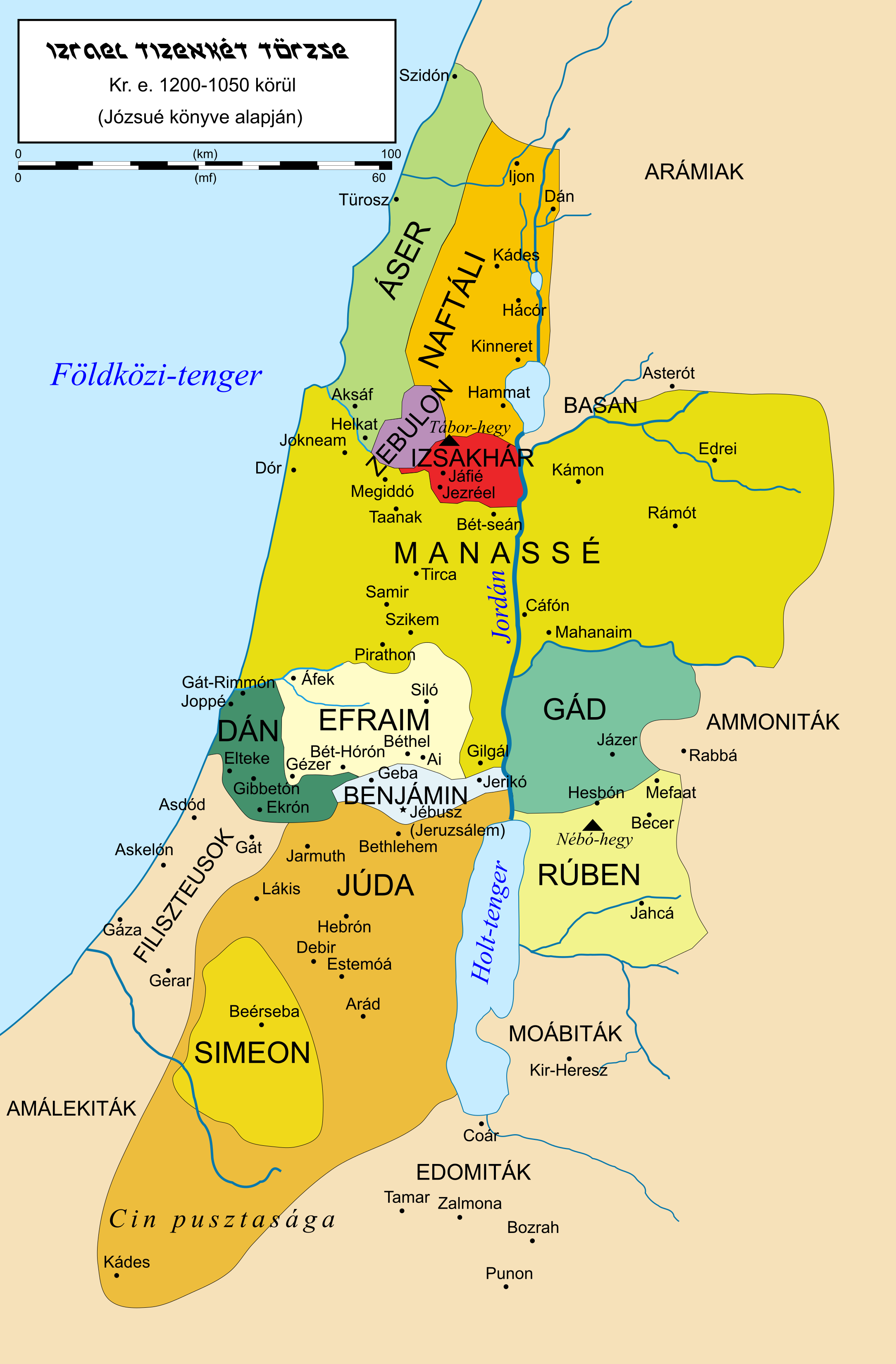
A 12 izraelita törzs letelepedésének elhelyezkedése, Józsué könyve alapján (mielőtt Dán törzse északra került)

### Bírák kora
A törzsi társadalom a Biblia elbeszélése szerint a bírák kora (Kr. e. 13. század – Kr. e. 1023) végén átalakult hadi-királysággá. A Kréta irányából érkező, új hazát kereső filiszteusok (a későbbiekben róluk nevezik el a rómaiak Judea provinciát Palesztinának – filisztea) a Kr. e. 13. század vége körül szintén Palesztinában telepedtek le. A két nép folyamatos háborúskodásban állt. A veszély hatására Kr. e. 1023-ban Saul király megválasztásával a zsidó törzsszövetséget erősebb vezetés alá vonták.

### Az egységes királyság

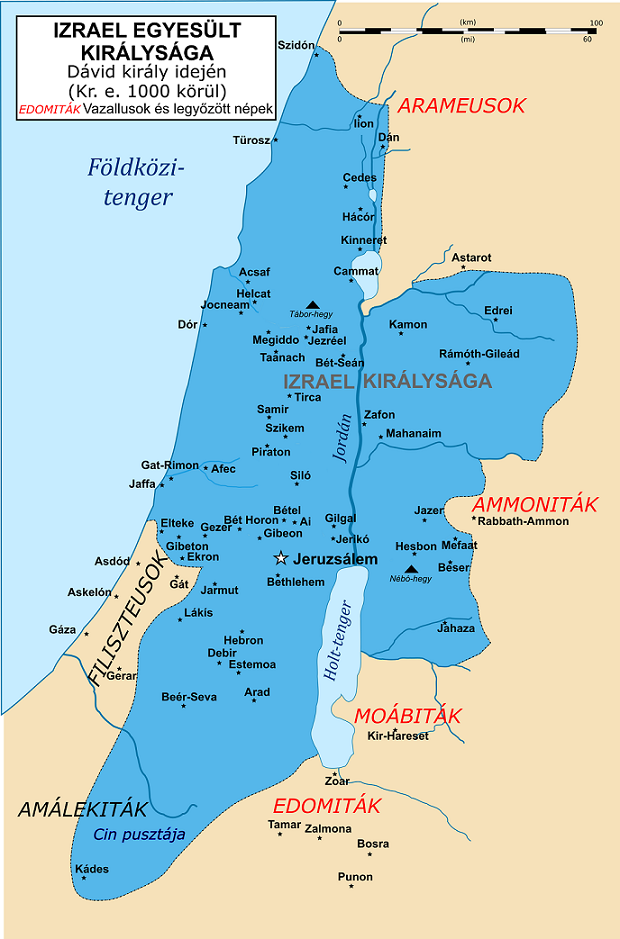
Izrael Kiterjedése Dávid király korában

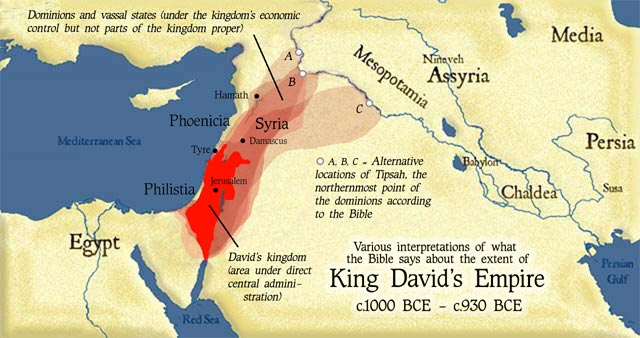
Dávid király birodalma a Közel-Keleten

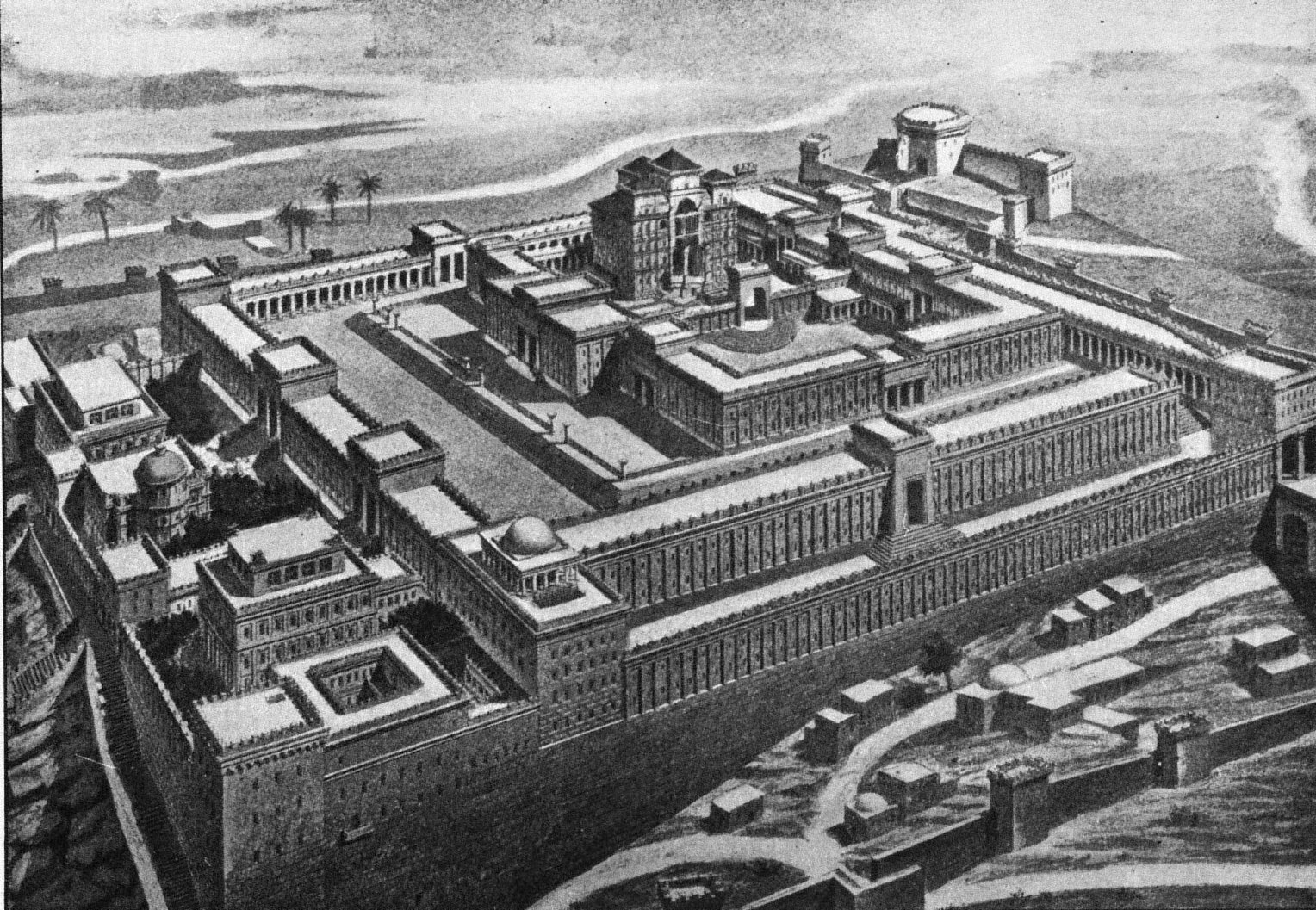
A Salamon király által építtetett első templom képe a Biblia leírása alapján

A Biblia alapján egységes Izraeli Királyság első uralkodója, Saul volt. Ő nem építette ki az állami élet intézményeit, a törzsszövetség szokásai megmaradtak, csak állandó hadsereg alakult ki. Saul kb. Kr. e. 1025-1005 között uralkodott, majd Dávid került az ország élére, aki kb. Kr. e. 1005-970 között uralkodott.
Saul trónörököse fia, Esbaál volt, de a trónöröklés elve nem volt kötelező, így Dávid Júdea királya lett Hebronban. Esbaál egy ideig még a többi törzs fölött uralkodott, de mindössze két évig, mert cselekvésre képtelen és gyenge uralkodó volt. Két tisztje meggyilkolta, és Dávid lett egész Izrael királya. A filiszteusok nemsokára megtámadták, ám Dávid seregétől vereséget szenvedtek.
Dávid az új fővárosba, Jeruzsálembe költözött (és a Frigyládát is ide hozatta át Hebronból), ahol később Arauna jebuzeus származású személytől vásárolt a Moria-hegy tetején egy sík területet. Itt emelt később fia, Salamon templomot az Úr tiszteletére. Dávid elérte célját, és Jeruzsálemet a birodalom politikai központjává tette. Uralkodása alatt Palesztina további városállamainak meghódításával megnövelte Izrael területét, amely ekkor már nem a törzsszövetséget – amelynek tagjai Palesztina térségének egy részét elfoglalták –, hanem a földrajzi egységet jelentette.
Dávidot fia Salamon követte a trónon, aki kb. Kr. e. 970-931-ig uralkodott. Ő szintén Moria hegyét választotta, és felépítette a zsidóság legfontosabb helyét, a jeruzsálemi Első Templomot, amelyben elhelyezte a Hebronból idehozott Frigyládát, Isten és Izrael népe szövetségének szent szimbólumát; és amely Jeruzsálemet a Jahve-kultusz központjává emelte. A templomot Kr. e. 586-ban a behatoló babiloniak lerombolták, de később a zsidók újjáépítették.
Dávidhoz és Salamonhoz kötik legtöbbször Izrael utolsó nagy politikai, szellemi és vallási virágzását. Rájuk hivatkoznak a későbbi korok prófétái és az egyesítési törekvések képviselői. A Bibliában leírt tetteiket és körülményeiket eddig még nem sikerült kétségtelen bizonyítékokkal alátámasztani. Konkrét utalást csak „Dávid házára” találtak, az 1993-ban talált évszázadokkal későbbi, ún. Tel Dán-sztélén ("és öltem meg {Achaz}jáhut, {Jeho}rámot, Dávid házának királyát"), amely Hazáelnek, Arám-Damaszkusz urának sikerét örökíti meg az izraeli Omri-dinasztia fölött. Ezenkívül a Kr. e. 9. századi moábi király, Mésa utal sztéléjén „Dávid házára”.
A történészek és kutatók az 1980-as évek óta megkérdőjelezik a kiterjedt egységes királyságot, azóta nagyrészt irodalmi fikciónak tekintik a dávidi-salamoni birodalom létezését. Azokat a bibliai régészeket, akik továbbra is hisznek benne, „bibliai maximalistáknak”  nevezik.
A régészeti eredmények szerint az a kultúra, amely később Izrael és Júda királyságává fejlődött, a késő bronzkori kánaáni városállami kultúrából alakult ki, a szomszédos edomi, filiszteus, moábi államokkal nagyjából egy időben és körülmények között. A valaha talált legrégebbi héber szöveget Bét Semes közelében, az ún. Elah-erődben (Khirbet Qeiyafa) fedezték fel, amelyről egyesek úgy vélik, hogy Dávid király erődítménye volt, és amely Kr. e. 1050 és 970 közé tehető.

### Izrael és Júda királyságai

Az Izraeli Királyság (kékkel) és a Júdai Királyság (sárgával) a Kr. e. 9. században

A Biblia szerint Salamon halála után a királyság kettészakadt, helyén két jelentéktelenebb, egymással versengő testvérállam alakult ki: Északon az Izraeli Királyság , délen a Júdai Királyság Jeruzsálem fővárossal. Ez, sőt a kétfelé szakadt ország egymás elleni háborúi tovább gyengítették mindkettőt. Hosszú hanyatlás után Kr. e. 722-ben Izrael királyságát elfoglalták az asszírok és az ottani maradék népet elhurcolták. Júdea később babiloni uralom alá került (Kr. e. 597), a világi és vallási vezetőket száműzték Babilonba (Babiloni fogság), ekkor rombolták le a Salamon által emelt első Jeruzsálemi Templomot.
A régészet tanúsága szerint azonban csak ekkor kezdtek a közel-keleti történelem jelentős szereplőivé válni. A bibliai királylistákat pontosságuk és a keresztbedatálások miatt nincs okunk kétségbe vonni, ám Omri háza az első, amelynek létére és – nem jelentéktelen – tevékenységére konkrét, nem bibliai bizonyítékok is vannak: több északi város, Szamária, Jiszreel, Megiddó, Hacor komoly tudást igénylő kiépítése (a hegybe teraszt vágtak, anyagával a környező lejtőt feltöltötték a kívánt alakúra, majd azt fallal és erődített kapukkal vették körül, a falakon belül nagy középületeket emeltek), Omri nevének említése a Tel Dan-i sztélén, illetve Akháb nevének és hadi erejének felsorolása III. Sulmánu-asarídu asszír uralkodó feliratán (ebből az is kiderül, hogy Akháb a Kr. e. 853-ban lezajlott karkari csatában az asszírellenes szövetség legerősebb tagja volt, Júdeáról és erejéről viszont említés sem esik). Szintén Omri házához kötődik az 1964-ben talált pecsét, amelyen YZBL (Jezabel) királynő nevének mássalhangzói álltak.
II. Jeroboám király az első uralkodó, akinek a pecsétgyűrűjét is sikerült megtalálni. Az Omri-dinasztia bukása után Arám-Damaszkusz jelentős részeit szállta meg, egy évszázaddal később pedig Szamária városa kivételével asszír uralom alá került.
Az asszír megszállás elől menekülők egyik célpontja Júdea királysága volt. Hirtelen minden oldalról asszír vazallusok vették körül őket. Jeruzsálem területe és lakossága is hirtelen a tíz-tizenötszörösére nőtt (korábban Júdea gyéren lakott felvidék volt, a becsült népességadatok szerint egytizede volt Izraelnek, és nem voltak az északi királyságéihoz fogható regionális központok). Az államapparátus ekkor alakult ki teljesen (a Kr. e. 8. század végéig nem találni sem épületfeliratokat, sem pecséteket, sem mérősúlyokat). Júda egyetlen emberöltő alatt néhány tízezer fős térségből 120 000 lakosú, erős ország lett.
Egyes kutatók ekkorra teszik a monoteista kultúra kialakulását is az addigi vidéki kultuszokkal szemben. Mindenesetre tény, hogy a Kr.e. 8. században hirtelen eltűnnek a sertéscsont-maradványok az egész felföldről, ami a sertésfogyasztás tilalmának hirtelen elterjedésére utal.
Uralkodók a babiloni fogságig:
| Júdea               | Hivatalban              | Izrael                                       | Hivatalban                    |
| ------------------- | ----------------------- | -------------------------------------------- | ----------------------------- |
| Roboám, Salamon fia | i. e. 922–i. e. 915     | Jeroboám                                     | i. e. 922–i. e. 911           |
| Abijja              | i. e. 915–i. e. 913     | Nádáb                                        | i. e. 901–i. e. 900           |
| Ásza                | i. e. 913–i. e. 873     | Baása                                        | i. e. 900–i. e. 877           |
| Jósafát             | i. e. 873–i. e. 849     | Élá                                          | i. e. 877–i. e. 876           |
| Jórám               | i. e. 849–i. e. 842     | Zimri                                        | i. e. 876                     |
| Akházjáhu           | i. e. 842               | Omri                                         | i. e. 876–i. e. 869           |
| Atália              | i. e. 842–i. e. 837     | Akháb, Omri fia                              | i. e. 869–i. e. 850           |
| Jóás                | i. e. 837–i. e. 800     | Achazjá, Akháb fia                           | i. e. 850–i. e. 849           |
| Amásia              | i. e. 800–i. e. 783     | Jórám, Achazjá testvére                      | i. e. 849–i. e. 842           |
| Uzziás              | i. e. 783–i. e. 742     | Jéhu                                         | i. e. 842–i. e. 815           |
| Jótám társuralkodó  | kb. i. e. 750           | Jóáház                                       | i. e. 815–i. e. 801           |
| Jótám               | i. e. 742–i. e. 735     | Jóás                                         | i. e. 802/i. e. 801–i. e. 786 |
| Akház               | i. e. 735–i. e. 715     | II. Jeroboám                                 | i. e. 786–i. e. 746           |
| Ezékiás             | i. e. 715–i. e. 687/686 | Zakariás (Sallum meggyilkolta)               | 746i. e.–745i. e.             |
| Manassé             | i. e. 687/686–642i. e.  | Sallum (Menáhem meggyilkolta)                | i. e. 745                     |
| Ámon                | i. e. 642–i. e. 640     | Menáhem                                      | i. e. 745–i. e. 738           |
| Jósiás              | i. e. 640–i. e. 609     | Pekahja, (egyik tisztje, Pekah meggyilkolta) | i. e. 738–i. e. 737           |
| Jóakház             | i. e. 609               | Pekah (Hóseás meggyilkolta)                  | i. e. 737–i. e. 732           |
| Jójákim             | i. e. 609–i. e. 598     | Hóseás                                       | i. e. 732–i. e. 724           |
| Cidkija             | i. e. 597–i. e. 587     |                                              |                               |
| Gedaljá kormányzó   | i. e. 587–i. e. 585     |                                              |                               |

### Babiloni, perzsa és makedón uralom
- Babiloni kor: Kr. e. 597-ben, Jeruzsálem elfoglalása után II. Nabú-kudurri-uszur babiloni uralkodó Babilonba hurcoltatta Júda népének előkelő rétegét. Az úgynevezett „babiloni fogság” Kr. e. 536-ig tartott. Az elfoglalt Júda területén a babiloniak kialakították Júdea (Judah) tartományt az északabbi Szamária (Somron) mellett.

- Második honalapítás, a második templom felépítése és perzsa kor

A zsidók száműzetése akkor ért véget, amikor Kr. e. 538-ban a babiloni birodalmat megdöntötte a perzsa Kurus, aki engedélyt adott a zsidóknak, hogy visszatérjenek Júdeába. A hazatérő zsidók több csoportban tértek vissza. Kr. e. 535 körül Zorobábel vezette haza az első csoportot a száműzetésből, 42 ezer főt. Ezután hozzáfogtak a városok és a jeruzsálemi templomi újbóli felépítéséhez. Jóval később, Kr. e. 460 körül tért haza egy újabb nagyobb zsidó csoport. 
- Makedón kor: Kr. e. 332-ben – amikor III. Alexandrosz makedón király megtámadta Perzsiát – hatalmas fordulat állt be a Közel-Kelet életében.

A zsidó kultúra megtermékenyült a hellenisztikus kultúrával, noha megőrizték saját kultúrájukat is. Júdea körül egész sor görög művelődési központ keletkezett, ezek közül különösen Alexandria és Antiókhia volt nagy hatással kulturális életükre. Elsajátították a görög nyelvet, a héber nyelv helyét pedig elfoglalta a vele rokonságban álló szír- és arámi nyelv. Olvasták a görög irodalmat, tanulmányozták a görög filozófiát. A hellénizmus hatása ellenére és túlzásai ellen alakult ki az apokaliptika. Apokaliptikus iratok egész sora látott napvilágot ebben a korban. A történelmi Izrael területén maradt zsidóság elkezdte ismét felépíteni a zsidó eszmerendszert.

### A független Hasmoneus Királyság
A zsidók IV. Antiokhosz Epiphanész (Kr. e. 175–164) szeleukida uralkodó idején a Makkabeusok vezette szabadságharcban (Kr. e. 168–165) felszabadították Júdeát. Júda Makkabi (a név jelentése: pöröly, kalapács) vezetésével visszafoglalták a Szeleukidáktól Jeruzsálemet, újra felszentelték a megszentségtelenített Templomot amelynek során csoda történt: az egy napra elegendő szent olaj nyolc napon keresztül égett a mécstartóban (menóra). A szabadságharcos Makkabeusok leszármazottait nevezik Hasmoneusoknak, akik előbb főpapként, majd a királyi címet is felvéve uralkodtak Júdeában Kr. e. 140 és Kr. e. 37 között.

### Római kor

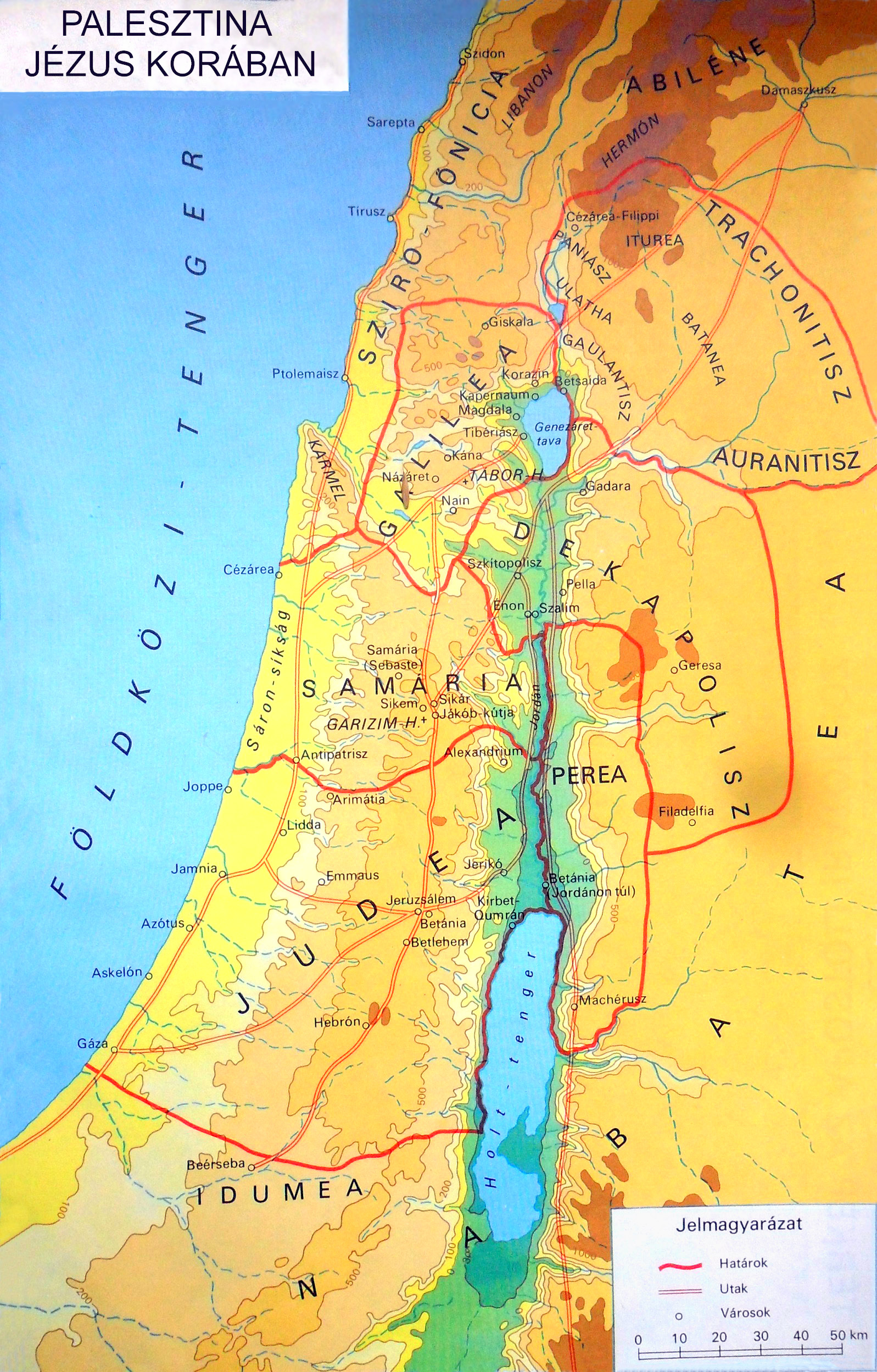
Palesztina Jézus korában

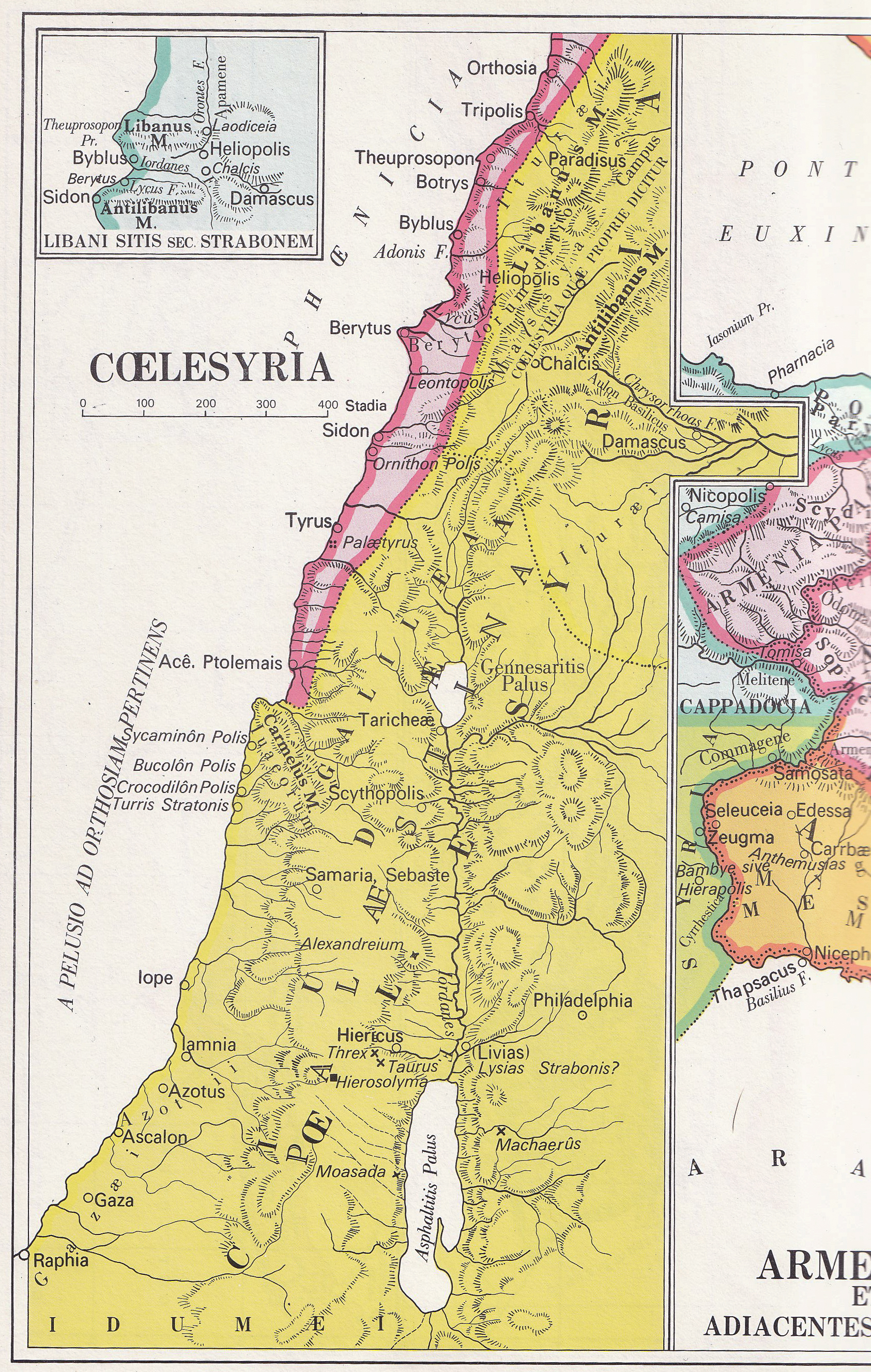
A térség az időszámításunk kezdete körül Sztrabón alapján

A történelmi Izrael, római nevén Palaestina területén négyes fejedelemséget (tetracha – negyed fejedelemség) alakítottak ki. A félprovinciális helyzet kedvező volt a zsidóság számára. A fejedelemségek élén egy-egy zsidó származású tetrarcha („negyedes fejedelem”) állt. A zsidók megtarthatták hagyományaikat, vallásukat, törvényeiket.
Kr. u. 6-ban Izrael területét Augustus császár közvetlen római uralom alá vonta Iudaea provincia néven, amelynek élére római helytartót állított. Adót is kellett fizetni a római császárnak. A vallási tanítóknak ugyanakkor sikerült elérnie a római helytartóknál, hogy iskolákat nyithassanak és így megtarthassák és továbbadhassák hagyományaikat.
Az esszénusok zsidó vallási csoportosulás volt, akik önmegnevezésükben gyakran használták a "világosság fiai" nevet. Júdea sivatagaiban, hegységeiben, szigorú, a kor összes többi izraeli csoportjához képest legszigorúbb vallási, rituális keretek között élő zsidók voltak. A Holt-tengeri tekercsekből lehet többet megtudni titokzatos vallási gondolataikról.
A 28 körül prófétaként fellépő Keresztelő János talán az esszénus közösség tagja volt. A bűnöktől való megtisztulást hirdette a zsidóságnak, és ennek érdekében a Jordán folyóban keresztelt. A keresztelés alámerítéssel történt, ami a régi én halálát, a megtisztulást és az újjászületést jelképezte.
Amikor Caligula császár elrendelte, hogy állítsák fel a szobrát Jeruzsálemben, a zsidók Szent Templomában és őt is istenként tiszteljék, ez a zsidóság körében óriási fölháborodást keltett.

#### Az első, rómaiak elleni felkelés
66-ban a rómaiak ellen zsidó nemzeti felkelés tört ki, amit a zelóta mozgalom tagjai vezettek, mint zsidó szabadságharcosok. A két zelóta tábor nem értett egyet, ez lett a bukásuk egyik oka. A római császár ekkor Vespasianus volt (66-70), akinek fia, Titus maga állt a felkelés leverésére érkező római sereg élén. Josephus Flavius leírja A zsidó háború című művében a zsidó-római konfliktust. Leírja Masszáda zsidó erőd pusztulását: a harcosok megölték a családtagjaikat, azután kollektív öngyilkosságot követtek el. (Tíz-tíz kiválasztott harcosból egy megölte a maradék kilencet és végül magával is végzett.)
A háborút követő megtorlások során a rómaiak porig rombolták Jeruzsálemet. Palesztina végleg római provinciává lett. Titusnak diadalívet is állítottak. 
A rómaiak sok zsidót hurcoltak el Júdeából és eladták őket rabszolgának.
A megmaradtak között pedig felerősödött a diaszpórákba történő kivándorlás.

#### Bar Kohba-felkelés
132-138 között újabb Róma-ellenes, hazafias felszabadító mozgalom bontakozott ki, amelynek Bar Kohba és Akiba rabbi voltak a vezetői.   
A rómaiak ezt az utolsó felkelést is leverték és kegyetlenül megtorolták. Sok ezer zsidó foglyot adtak el olcsón rabszolgának Hebron és Gáza piacain, másokat Egyiptomba deportáltak, ahol mélyszegénységben haltak meg.
Bar Kokhba veresége nemcsak katonai és politikai, hanem vallási és demográfiai katasztrófa is volt az Izrael földjén élő zsidóság számára. Júdeát feldúlták a harcok, Izrael földjén már csak Galileában maradt jelentős zsidó lakosság. Hadrianus császár Jeruzsálemet leromboltatta és Aelia Capitolina néven római városként építtette újjá, ahonnan pedig kitiltotta a zsidókat. Iuppiter szobrát emelte az egykori Templom helyére, Vénusz istennőnek templomot emeltetett a városban. Palesztinában kiadott egy rendeletet, amely a legszigorúbb büntetések mellett megtiltotta nekik a körülmetélést, a szombat (Sábbát) megtartását, betiltotta a Tóra tanítását és Júdeát is átkeresztelte Palesztinává. (Filisztea ~ a feltehetően az izraeli honfoglalást követően, valószínűsíthetően Krétáról érkező filiszteusokról).  A palesztinai zsidó-keresztények pedig teljesen lemondtak az általuk addig többé-kevésbé betartott mózesi törvényekről.
A zsidóellenes törvényeket 139-ben vagy 140-ben csak Antoninus uralkodása idején helyezték hatályon kívül, kivéve a Jeruzsálembe való belépésük tilalmát.
Megkezdődött a zsidók majd 2000 éves diaszpóralétbe sodródása, melynek a 20. század óta az ún. „alija” (a zsidók Izraelbe történő visszatelepülése) tűnik végleg véget vetni.

## Középkor
Palesztina térsége a 7. században arab fennhatóság alákerült (→ az iszlám története) és az itt élő, (már többnyire nem zsidó) lakosság nagy része átvette az arab nyelvet és felvette az iszlám vallást.